# Filomela
Filomela (en grec antic Φιλομήλα), d'acord amb la mitologia grega, va ser una princesa atenenca, filla de Pandíon, rei d'Atenes, i de la nimfa Zeuxipe.
Va esclatar una guerra entre Pandíon i el seu veí Làbdac, el rei de Tebes, per una disputa de fronteres. Pandíon va demanar ajuda a Tereu, rei de Tràcia i fill d'Ares, i amb el seu suport va obtenir la victòria. Llavors va donar al seu aliat la mà de la seva filla Procne, germana de Filomela, i ben aviat van tenir un fill, Itis. Procne, desitjant veure sa germana, envià el seu marit a cercar-la. Però Tereu, encès de passió per Filomela, durant el viatge de tornada al seu regne la portà a una casa apartada i la violà. Després, perquè no pogués parlar, li tallà la llengua i la deixà allà tancada. Filomela brodà en un mocador la seua història i aconseguí fer-lo arribar a Procne, que va decidir venjar la seva germana. Per això va matar el seu propi fill, Itis, el va fer bullir i li va donar per menjar a Tereu, sense que ell ho sabés. Després va fugir amb Filomela. Quan Tereu va descobrir el fet, va agafar una destral i les va perseguir. Les va trobar a Daulis, a la Fòcida, i les germanes, espantades, van demanar als déus que les salvessin. Compadits, les van transformar en ocells, Procne en rossinyol i Filomela en oreneta. Tereu va ser transformat en una puput.
Hi ha variants que diuen que la dona de Tereu era Filomela i invertia el paper amb la seva germana. Els poetes romans, generalment diuen que Filomela es convertí en rossinyol i Procne en oreneta. Aquesta variant es relaciona amb l'etimologia de Filomela, que evoca la idea de la música.